# Charles Douglas Jackson
Charles Douglas Jackson (* 16. März 1902 in New York; † 18. September 1964 ebenda), besser bekannt als C. D. Jackson bzw. CDJ, war ein US-amerikanischer Spezialist für psychologische Kriegführung während des Zweiten Weltkrieges, später Sonderberater Präsident Dwight D. Eisenhowers.
Jackson graduierte an der Princeton University. Er begann seine Karriere in der Privatwirtschaft und arbeitete ab 1931 für das Time Magazine. 1940 wurde er einer der stellvertretenden Direktoren Henry Luces bei Time Inc. und Präsident des von ihm gegründeten Council for Democracy, dem interventionistischen Gegenstück zum America First Committee.

## Zweiter Weltkrieg
Während des Krieges repräsentierte er 1942/43 das United States Office of War Information (OWI) als Sonderberater des US-Botschafters in der Türkei. Er war dann stellvertretender Vorsitzender der „Psychological Warfare Branch“ im AFHQ bzw. später desgleichen bei der Psychological Warfare Division des SHAEF. Im AFHQ in Algier steuerte er 1943 die Flugblätter- und Nachrichtenaktivitäten des OWI. 1944/45 arbeitete er für die PWD als Partner des britischen Political Warfare Executive in London. Beide Tätigkeiten dienten den alliierten Bemühungen die Bevölkerung der eroberten Gebiete gegen die Achsenmächte zu mobilisieren. In der letzten Kriegsphase leitete er den Allied Information Service.
Im KZ Buchenwald führte er für PWD 1945 zusammen mit Robert A. McClure der Weimarer Bevölkerung zum Beweis nationalsozialistischer Verbrechen Schrumpfköpfe und Lampenschirme aus Menschenhaut vor. Die Szene wurde zu propagandistischen Zwecken in einem Kurzfilm Hanuš Burgers (mit Billy Wilder) festgehalten; das Skript zwei Tage später mit gleicher Wortwahl in der New York Times publiziert.

## Kalter Krieg
Von 1945 bis 1949 war Jackson Managing Director von „Time-Life International“ und wurde danach Herausgeber von Fortune. Als Präsident des Nationalkomitee für ein freies Europa wirkte er 1951/52. Zusammen mit John Jay McCloy und Allen Welsh Dulles gründete er Radio Free Europe und entwickelte einen Plan, um Osteuropa zu „befreien“, während Dulles zugleich im ACUE am inneren Zusammenhalt Westeuropas arbeitete. Nach der Wiederwahl Eisenhowers, dessen Wahlkampfreden Jackson neben Anderen geschrieben hatte, wurde er 1952 zum Sonderberater des Präsidenten in internationalen Angelegenheiten ernannt. Er war Mitglied des 24-köpfigen Operations Coordinating Board (OCB), einem Ausführungsorgan des National Security Council. Auf der 9. UN-Generalversammlung trat er als US-Diplomat auf.
Gemeinsam mit Harold Stassen und Drew Pearson organisierte Jackson im August 1955 den Abwurf von 10 Millionen Flugblättern mittels Ballons hinter dem Eisernen Vorhang um „die Moral der nichtkommunistischen Bevölkerung“ und den „geistigen Widerstand bis zum Tag der Befreiung zu stärken“. Als es im Folgejahr, inzwischen wurden 14 Millionen Flugblätter monatlich abgeworfen, zum Ungarn-Aufstand kam, lehnte Eisenhower unterstützende „Bomben über Budapest“ ab und drängte Jackson, der auf militärischer Intervention bestand, zurück. Die Rollback-Politik wurde aufgegeben.
In der Libanonkrise 1958 beriet Jackson Eisenhower erneut und schrieb dessen Reden, nachdem Sherman Adams und John Foster Dulles aus dem Präsidentenbüro ausgeschieden waren, verließ aber im selben Jahr enttäuscht die Regierung Eisenhower wegen deren „Untätigkeit“. Das Time Magazine unterstützte ab diesem Zeitpunkt den Wahlkampf John F. Kennedys. Ab 1960 leitete Jackson bis zu seinem Tod das Life Magazine. In einer Leitartikelserie über Chruschtschow und den Kommunismus titelte er zuletzt “Vietnam, Our Next Showdown.”